# Galenara riverai
Galenara riverai är en fjärilsart som beskrevs av Beutelspacher 1984. Galenara riverai ingår i släktet Galenara och familjen mätare. Inga underarter finns listade i Catalogue of Life.